# Велиев, Керим Тофиг оглы
Керим Тофиг оглы Велиев (азерб. Kərim Tofiq oğlu Vəliyev, род. 9 февраля 1961, Баку) — азербайджанский военный деятель, первый заместитель министра обороны Азербайджанской Республики — начальник Генерального штаба Вооружённых сил Азербайджанской Республики, генерал-полковник.

## Биография
Керим Тофиг оглы Велиев родился 9 февраля 1961 года в городе Баку. В 1982 году с отличием окончил Бакинское высшее общевойсковое командное училище.
С 1982 по 1990 год Керим Велиев служил в составе Вооружённых сил СССР в качестве командира курсантского взвода, помощника начальника учебного отдела, старшего помощника начальника учебного отдела. С 1990 по 1994 год учился в Военной академии имени Фрунзе в Москве.
С 1992 года Керим Велиев служит в Вооружённых силах Азербайджанской Республики. За годы службы занимал должности заместителя начальника учебного отдела, заместителя командира бригады, командира бригады, заместителя командующего фронтом, заместителя министра обороны по боевым операциям, командира воинского объединения, начальника Военного научного центра, начальника Управления военной стратегии оборонного планирования.
Керим Велиев принимал участие в боевых операциях за суверенитет и территориальную целостность Азербайджанской Республики.
Участник Первой карабахской войны, Апрельских боёв 2016 года, Июльских боёв в Товузе 2020 года, а также Второй карабахской войны.

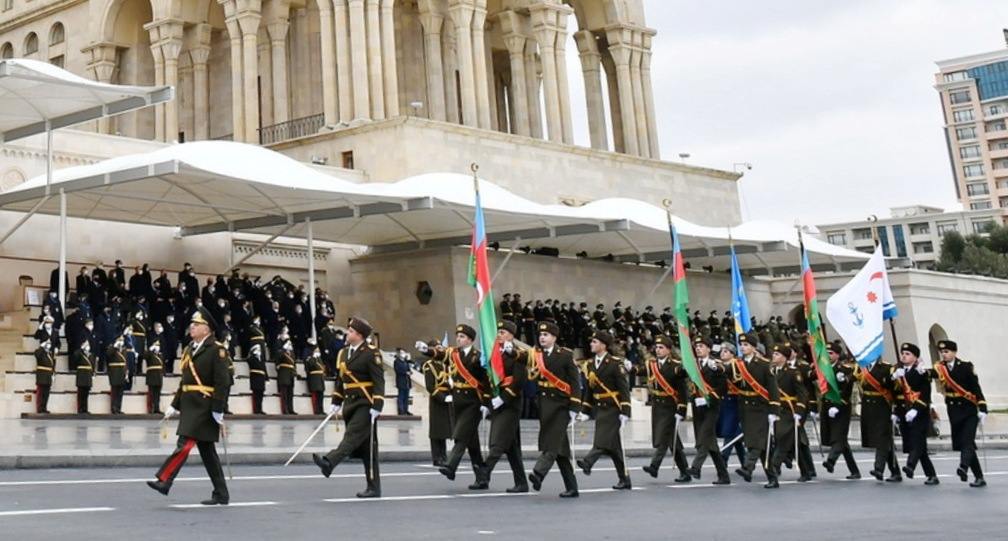
Знаменные группы с Государственным флагом Азербайджанской Республики, Знаменем Победы и Знамёнами видов Вооружённых cил Азербайджана на Параде Победы в Баку 10 декабря 2020 года

10 декабря 2020 года в Баку прошёл торжественный Парад Победы по случаю победы Азербайджана в войне в Нагорном Карабахе 2020 года. Командовал парадом генерал-лейтенант Керим Тофиг оглы Велиев.
Распоряжением президента Азербайджанской Республики 23 июля 2021 года назначен первым заместителем министра обороны Азербайджанской Республики – начальником Генерального штаба Азербайджанской армии.
Распоряжением президента Азербайджанской Республики 23 ноября 2021 года генерал-лейтенанту К. Велиеву присвоено высшее воинское звание генерал-полковник.

## Награды
1 января 1994 года за особые заслуги в сохранении независимости и территориальной целостности Азербайджанской Республики заместитель министра обороны полковник-лейтенант Керим Тофиг оглы Велиев указом президента Азербайджанской Республики Гейдара Алиева № 83 был награждён орденом «Азербайджанское знамя».
24 июня 2005 года за особые заслуги в защите независимости, территориальной целостности Азербайджанской Республики, за отличие при исполнении своих служебных обязанностей и поставленных перед войсковой частью генерал-лейтенант Керим Тофиг оглы Велиев распоряжением президента Азербайджанской Республики Ильхама Алиева № 859 был награждён медалью «За Родину»
25 июня 2012 года за особые заслуги в защите независимости, территориальной целостности Азербайджанской Республики, за отличие при исполнении своих служебных обязанностей и поставленных перед войсковой частью генерал-лейтенант Керим Тофиг оглы Велиев распоряжением президента Азербайджанской Республики Ильхама Алиева № 2305 был награждён медалью «За военные заслуги»<
25 июня 2018 года по случаю 100-летия создания Азербайджанской армии и за особые заслуги в защите и сохранении территориальной целостности Азербайджанской Республики, отличие при выполнении поставленных перед ними заданий награждён орденом «За службу Отечеству» III степени.
9 декабря 2020 года распоряжением президента Азербайджанской Республики Ильхама Алиева генерал-лейтенант Керим Тофиг оглы Велиев «за высокий профессионализм при управлении боевыми операциями во время освобождения территорий и восстановления территориальной целостности Азербайджанской Республики, а также за мужество и отвагу при несении военной службы» был награждён орденом «Победа».
24 декабря 2020 года распоряжением президента Азербайджанской Республики Ильхама Алиева генерал-лейтенант Керим Тофиг оглы Велиев «за личную доблесть и отвагу, продемонстрированную при участии в боевых операциях за освобождение от оккупации Джебраильского района Азербайджанской Республики» был награждён медалью «За освобождение Джебраила».
29 декабря 2020 года распоряжением президента Азербайджанской Республики Ильхама Алиева генерал-лейтенант Керим Тофиг оглы Велиев «за личную доблесть и отвагу, продемонстрированную при участии в боевых операциях за освобождение от оккупации Губадлинского района Азербайджанской Республики» был награждён медалью «За освобождение Губадлы».
29 декабря 2020 года распоряжением президента Азербайджанской Республики Ильхама Алиева генерал-лейтенант Керим Тофиг оглы Велиев «за личную доблесть и отвагу, продемонстрированную при участии в боевых операциях за освобождение от оккупации села Агдамского района Азербайджанской Республики» был награждён медалью «За освобождение Агдама».
7 ноября 2023 года награждён орденом «Карабах».

## Семья
Женат, имеет двоих детей.